# Буря и натиск
Буря и натиск (на немски: Sturm und Drang) е течение в немската литература, развило се през епохата на Просвещението от около 1767 до около 1785 г., наричано още „епоха на гения“ поради възхвалата на гения като „първообраз на висшия човек и творец“. Направлението води началото си от публикуваната през 1777 г. комедия „Буря и натиск“ на немския поет Фридрих Максимилиан Клингер, в която са представени бурята и натискът на едно младо поколение към емоционалната освободеност и творческо себеосъществяване.